# Nicolae Filip (zootehnist)
Nicolae Filip (n. 10 august 1864, București, România – d. 15 ianuarie 1922, București, România) a fost un zootehnist, medic veterinar și profesor universitar român, recunoscut drept fondatorul științei zootehnice românești. Prin activitatea sa de cercetare, educație și organizare, a contribuit semnificativ la dezvoltarea zootehniei în România, cu accent pe ameliorarea raselor de animale și îmbunătățirea practicilor agricole.

## Biografie

### Copilăria și educația
Nicolae Filip s-a născut la 10 august 1864 în București, fiind fiul lui Vasile și al Anei Filip. Tatăl său, originar din satul Ciorani, județul Prahova, s-a mutat în București în căutarea unei vieți mai bune, lucrând la poștă. După decesul prematur al tatălui, familia a rămas într-o situație financiară precară, mama sa având o pensie de doar 30 de lei lunar pentru a crește patru copii.
Filip a început studiile primare cu o întârziere de doi ani din cauza unei boli, la Școala Primară de Băieți nr. 3 „Dinicu Golescu” din București. La 13 ani, a fost luat în grija unui unchi, care l-a înscris la Liceul „Petru și Pavel” din Ploiești, o școală prestigioasă a vremii. După moartea unchiului său, la 17 ani, s-a întors la București, unde mama sa se confrunta cu mari dificultăți financiare. În 1881, a obținut o bursă la Școala Superioară Veterinară din București, unde a fost admis la 17 ani.
Școala, fondată în 1861 de Carol Davila ca secție a Școlii Naționale de Medicină și Farmacie, oferea condiții satisfăcătoare, incluzând laboratoare de chimie și farmacie, un muzeu cu preparate anatomice și patologice, și infirmerii militare pentru practică. Filip a studiat cinci ani, având cursuri comune cu studenții de la medicină umană la fizică, chimie, zoologie și botanică, predate de Alexandru Locusteanu. Disciplinele de specialitate erau susținute de I. Popescu și M. Colben, acesta din urmă fiind un sprijin pentru studenții nevoiași. În 1886, Filip a obținut diploma de medic veterinar cu lucrarea *Studii asupra trichinei și trichinozei*, un subiect actual datorită răspândirii bolii la acea vreme.

### Carieră profesională
După absolvire, Nicolae Filip a lucrat ca medic veterinar militar în Orșova, Nucet și București, remarcându-se prin profesionalism. În 1890, a fost primit ca membru al Societății de Medicină Veterinară, iar în 1892 a fost ales secretar general al acesteia. La 27 de ani, în urma unui examen riguros, a fost numit șef de lucrări la Catedra de Anatomie, Histologie și Exterior a Școlii Superioare de Medicină Veterinară.
În 1893, datorită susținerii lui Alexandru Locusteanu, a obținut o bursă de specializare în Franța, inițial pentru patologie, dar a ales zootehnia. A studiat la Institutul Agronomic și Școala Superioară de Medicină Veterinară din Alfort, urmând cursurile profesorilor Baron și Andre Sanson, autorul lucrării *Traité de Zootechnie*. A efectuat stagii practice la stațiuni experimentale din Franța, precum Rambouillet (creșterea ovinelor) și Normandia (rasa de cai Anglo-Normandă), și a studiat zootehnia la Lyon cu profesorul Cornevin. A vizitat herghelia Pompadour (calul Anglo-Arab), institute agricole din Belgia (Gembloux și Bruxelles, rasele de cai grei Brabançon), Elveția, Olanda și Germania (Halle), precum și herghelia Mezőhegyes din Ungaria.
Întors în România în 1894, a fost numit șef de lucrări la Catedra de Fiziologie Terapeutică și Materie Medicală a lui Locusteanu. Ulterior, a devenit diriginte al Institutului Zootehnic nou înființat, unde a activat ca profesor și cercetător. În 1899, a fost numit profesor de medicină veterinară, zootehnie și zoologie la Școala Centrală de Agricultură de la Herăstrău, precum și profesor de zootehnie la Școala Superioară de Medicină Veterinară, predând simultan la ambele instituții.

## Contribuții științifice
Nicolae Filip a pus bazele științei zootehnice românești prin cercetări, educație și organizare. S-a concentrat pe ameliorarea raselor de animale, studiind oile, caii, bovinele și porcinele, și promovând practici moderne de selecție și încrucișare.
A studiat rasele de oi românești (Karmabat din Dobrogea, Țigaie de Transilvania, Spancă), propunând metode de îmbunătățire prin încrucișare cu rase străine precum Merinos de Rambouillet. A subliniat potențialul Dobrogei pentru creșterea oilor și a contribuit la producerea lânii fine autohtone. În domeniul cabalinelor, a analizat rasele românești (Tipul moldovenesc, Tipul de munte, Caii de Dobrogea, Calul transilvănean), organizând primele depozite de armăsari la Constanța, Grași, Nucet și Slobozia. A publicat lucrări precum *Privire asupra calului românesc* și a propus măsuri pentru încurajarea creșterii cailor de remontă.
Pentru bovine, a studiat rasele locale, arătând că productivitatea lor (ex. vaca Moldovenească) poate fi îmbunătățită prin hrană, selecție și condiții de mediu, estimând o producție de 2000–3000 litri de lapte pe lactație. A analizat impactul raselor importate, precum cea olandeză, și a susținut teza de doctorat *De l’influence de la race brune de Suisse sur l’amélioration des animaux bovins de montagne en Roumanie* (1914) la Berna. În cazul porcinelor, a descris rasele Stocli, Mangalița și Palatin, recomandând încrucișarea cu rase precum York și Berk.
Ca profesor, a educat 28 de generații de studenți, fiind apreciat pentru stilul clar și practic. A publicat tratatul *Zootehnie generală* (1909) și lucrarea *Studiu despre animalele domestice din România* (1912), premiată de Academia Română. A fost un pionier în organizarea zootehniei, contribuind la înființarea Direcției Zootehnice din Ministerul Agriculturii.

## Lucrări publicate (selecție)
- *Modul cum ar fi începută ameliorarea animalelor cabaline din țară*, Universala, București, 1897
- *Monografia raselor de găini, îngrijirea găinilor și boalelor lor principale*, Imprimeria Statului, București, 1899
- *Priviri asupra calului românesc*, Basilescu, București, 1899
- *Les animaux domestiques de la Roumanie: (cheveaux, boeuf, mouton et porcs)*, Socec, București, 1900
- *Studiu critic asupra hergheliei naționale și depozitului de armăsari de la Slobozia*, Eminescu, București, 1901
- *Contribution a l’étude des laines de Roumanie*, Socec, București, 1904
- *Une excursion zootechnique en Bulgarie*, Socec, București, 1904
- *Curs de hipologie*, Litografiat, București, 1905
- *Noțiuni de zootehnie generală*, Monitorul Oficial, București, 1909
- *Studiu despre animalele domestice din România* (cu G. Manolescu), Editura Academiei Române, București, 1912
- *De l’influence de la race brune de la Suisse sur l’amélioration des animaux bovins de montagne en Roumanie*, Independența, București, 1914
- *Caii*, Imprimeria Statului, București, 1915
- *Problema regenerării vitelor. Îndrumări pentru viitor*, Tip. Ionescu, București, 1919
- *Noțiuni elementare asupra cunoașterii și creșterii vitelor*, Tip. Jokey-Club, București, 1922

## Distincții
- Membru corespondent al Societății Centrale de Medicină Veterinară din Franța (1920)
- Premiul Academiei Române pentru lucrarea *Studiu despre animalele domestice din România* (1912)

## In memoriam
Nicolae Filip a murit la 15 ianuarie 1922, la București, la doar 58 de ani, răpus de o boală necruțătoare. Bustul său se află în fața Institutului Agronomic din București, alături de alte personalități precum P.S. Aurelian și C. Sandu-Aldea. În 1982, profesorul D. Conțescu i-a dedicat o monografie, recunoscându-i contribuțiile remarcabile.